# Tanja de Wendt
Tanja de Wendt (* 1967 in Hannover) ist eine deutsche Stuntfrau und Schauspielerin.

## Leben
Tanja de Wendt hatte nach ihrem Fachabitur in diversen Bereichen gejobbt, so z. B. im Büro und als Kellnerin. Als sie eines Tages eine Gruppe von Stuntleuten in einem Düsseldorfer Bistro bediente, knüpfte sie ihren ersten Kontakt zur Branche und entschloss sich 1991 zu einem Berufswechsel.
Ihre ersten Erfahrungen sammelte sie bei action concept, der Firma des Stuntspezialisten Hermann Joha, und wurde bei der Actionserie Alarm für Cobra 11 – Die Autobahnpolizei eingesetzt. 1994 baute sie, gemeinsam mit Joha, bei action concept eine eigene Stuntschule zur Ausbildung des Nachwuchses auf. 1996 machte sich Tanja de Wendt selbständig und begann neben ihrer Eigenschaft als Stuntfrau und Gelegenheitsschauspielerin (in kleinen Rollen) auch eigenständig den Nachwuchs auszubilden. 1995 nahm sie privaten Schauspielunterricht am Kölner Kunstverein und an der Folkwangschule in Essen.
Zu den Künstlern, die Tanja de Wendt bisher doubelte, zählen Hannelore Hoger, Katja Riemann, Ann-Kathrin Kramer, Sandra Speichert und Alexandra Kamp. Darüber hinaus koordiniert sie mittlerweile auch selbst Stuntszenen, dreht Kurzfilme und bildet für Stuntszenen Theaterkünstler des Düsseldorfer Schauspielhauses aus. In diesem Bereich war sie an den Bühneninszenierungen Bullets Over Broadway, Der Revisor und Ein gewisser M. Plume beteiligt. Tanja de Wendt hält auch den Weltrekord im freien Fall (180 Meter vom Düsseldorfer Fernsehturm). Als ihren bislang gefährlichsten Stunt bezeichnet sie ihre Teilnahme an der Sequenz des brennenden Kinos in Quentin Tarantinos in Deutschland gedrehtem Kriegsfilm Inglourious Basterds.
Tanja de Wendt war zeitweilig die Lebensgefährtin des Sängers Guildo Horn, mit dem sie 1998 bei dessen Kinofilm Waschen, Schneiden, Legen zusammengearbeitet hatte.

## Filmografie
als Stuntfrau in Fernsehproduktionen, wenn nicht anders angegeben
- 1994: Stuntteam (TV-Magazin)
- 1995: Nur aus Liebe (Kinofilm-Rolle)
- 1996: Der Clown
- 1996: Ballermann 6 (Kinofilm-Rolle)
- 1997: Die Diebin
- 1997: Gigolo – Bei Anruf Liebe
- 1998: Deine besten Jahre
- 1999: Mindhunter
- 1999: Waschen, Schneiden, Legen (Kinofilm, Stuntkoordination)
- 1999: Thrill – Spiel um dein Leben
- 1999: Die Wache (Rolle in der Folge Mad Man)
- 2000: Delta Team – Auftrag geheim! (Rolle in der Folge Unsichtbare Gegner)
- 2001: Bibi Blocksberg (Kinofilm, Stuntkoordination)
- 2003: No Way (Kurzfilm, Stuntkoordination, Rolle)
- 2004: Jagd nach Gerechtigkeit
- 2005: Polterabend (Kurzfilm, Stuntkoordination)
- 2005: Bloch (Folge Die Wut)
- 2006: Inkasso (Kurzfilm, Stuntkoordination)
- 2006: Bella Block (Folge Blackout)
- 2006: Ich bin eine Insel
- 2006: Das Geheimnis der falschen Mutter
- 2006: Die Nonne und der Kommissar
- 2007: Bella Block (Stuntkoordination bei der Folge Falsche Liebe)
- 2007: Der Landarzt
- 2007: Stürmische Zeiten
- 2007: Notruf Hafenkante
- 2007: Bloch (Folge Schattenkind)
- 2008: Tatort (Folge Tatort: Erntedank e. V.)
- 2008: Rote Rosen
- 2008: Inglourious Basterds (Kinofilm)
- 2008: Von ganzem Herzen
- 2009: Mörder auf Amrum
- 2009: Extinction – The G.M.O. Chronicles (Kinofilm, Stuntkoordination) (UA: 2011)
- 2009: Countdown – Die Jagd beginnt
- 2010: C.I.S. – Chaoten im Sondereinsatz (auch Rolle)
- 2010: Neue Vahr Süd
- 2011: Sonnenwende (Kinofilm)
- 2012: Cloud Atlas (Kinofilm, auch Rolle)
- 2019: Lindenstraße (5 Episoden)
- 2023: Tatort: Totes Herz